# Chloroglyphica
Chloroglyphica là một chi bướm đêm thuộc họ Geometridae.

## Các loài
- Chloroglyphica devecisi (Herbulot, 1992)
- Chloroglyphica variegata (Butler, 1889)
- Chloroglyphica xeromeris (Prout, 1932)